# Интеркулер

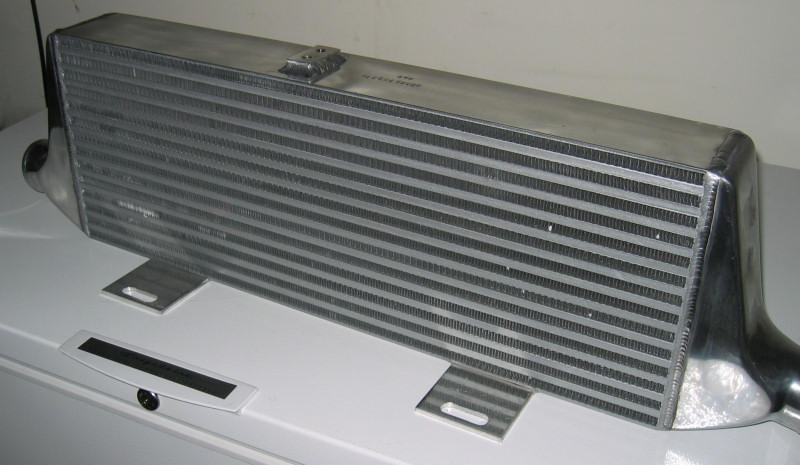
Интеркулер

Интеркулер (англ. intercooler, буквально — промежуточный охладитель) — элемент систем агрегатного наддува, выполняющий функцию охлаждения наддувочного воздуха и, как следствие, повышения его плотности. Конструктивно представляет собой теплообменник (воздухо-воздушный или жидкостно-воздушный), расположенный в трубопроводе подачи воздуха в цилиндры после компрессора, но до впускного коллектора. Благодаря своей простоте и надёжности интеркулер типа «воздух-воздух» являются наиболее распространённым. Этот тип интеркулера представляет собой трубчато-пластинчатый радиатор, аналогичный радиатору системы охлаждения, с той разницей, что по трубкам протекает воздух. .
Для мощных (более 200 л. с.) дизельных двигателей жидкостный охладитель наддувочного воздуха является частью конструкции двигателя.

## Обоснование применения
При адиабатическом (без теплообмена с окружающей средой) сжатии воздуха в системе наддува его температура повышается.
В реальной ситуации при Т на входе нагнетателя 20 °C:
- Рвых./Рвхода = 1,5, следовательно, разность температур составляет 45 °C и после сжатия Твых = 65 °C;
- Рвых/Рвхода = 2, следовательно, разность температур составляет около 84 °C и после сжатия Твых = 104 °C.

Согласно расчётам, при начальной температуре 50 °C повышение температуры воздуха на 10 °C при постоянном давлении приводит к уменьшению его плотности на 3 %. Поэтому, если не охлаждать воздух после нагнетателя, эффект наддува может быть значительно ослаблен. Пример: при отношении Рвых/Рвхода = 1,5 плотность воздуха после сжатия (значит, и мощность) падает на 14 %; при отношении Рвых/Рвхода = 2 плотность воздуха падает на 25 %.
Поэтому в двигателе внутреннего сгорания воздух, который подаётся в цилиндры, разумно дополнительно охлаждать, повышая его плотность, что в свою очередь повышает эффективность наддува, улучшает процесс сгорания топлива в цилиндре, а также снижает детонационный порог.
Одним из видов тюнинга системы наддува ДВС является установка интеркулера с увеличенной площадью теплообмена.

## Способы расположения
Интеркулер обычно крепится перпендикулярно продольной оси автомобиля (фронтальный интеркулер) перед радиатором либо под крылом, пример — Mitsubishi Lancer Evolution, VW Touareg. Другой способ крепления — горизонтально над двигателем (например, Subaru Impreza WRX). В таком случае в капоте автомобиля обычно имеется воздухозаборник для подвода потока воздуха к интеркулеру.

## Интеркулер типа «вода-воздух»

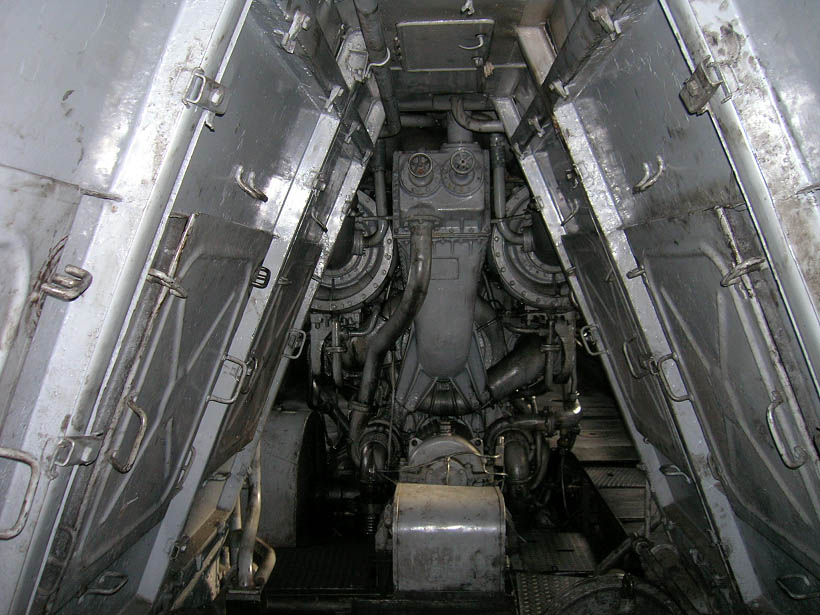
Дизель-генератор 11Д45 тепловоза ТЭП60(на заднем плане), вверху по бокам два турбокомпрессора, между ними — охладитель наддувочного воздуха. На переднем плане — радиаторы охлаждения дизеля.

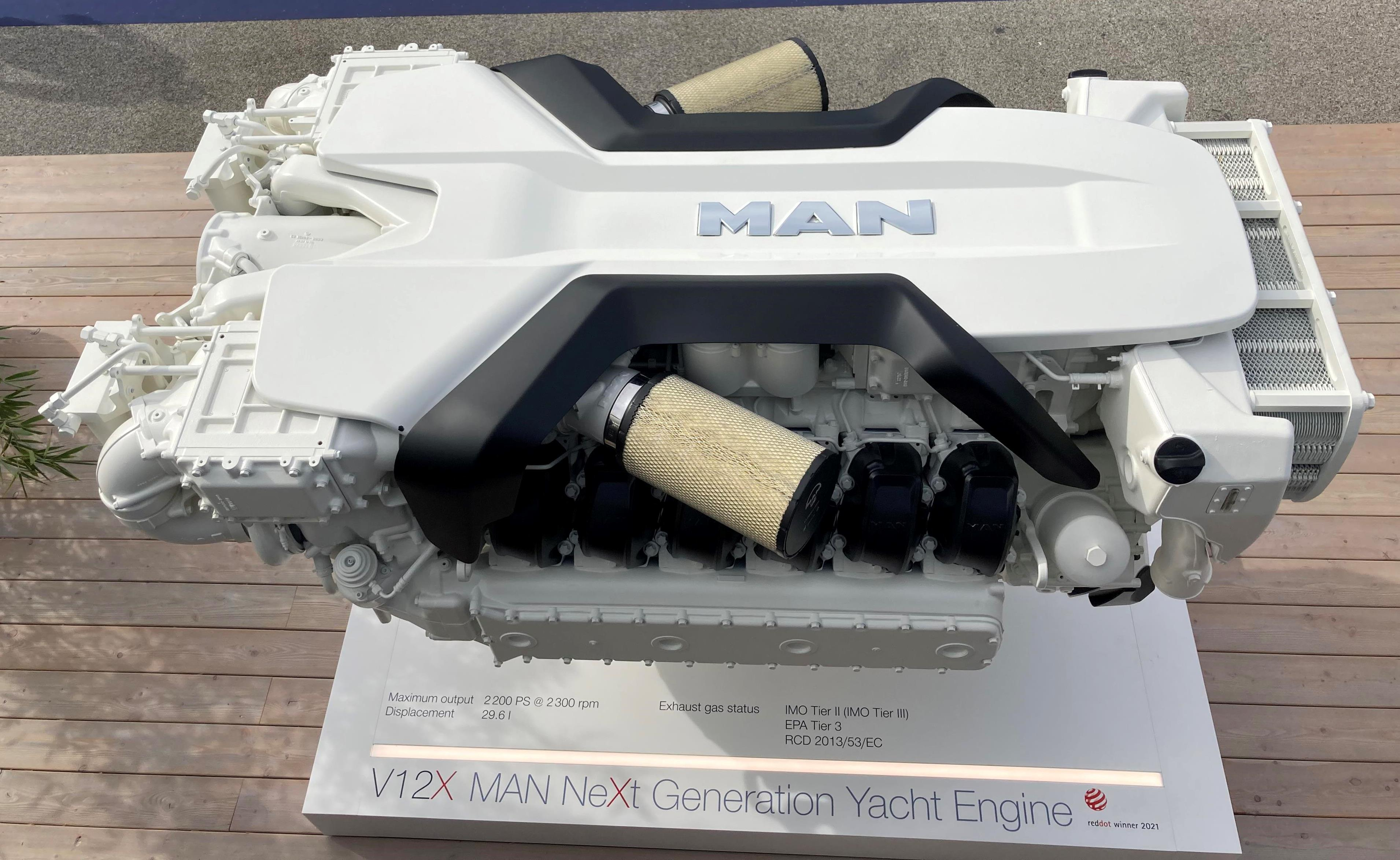
Морской дизельный двигатель MAN. Интеркулеры (два) слева сверху, по бокам.

На мощных дизельных двигателях, устанавливаемых на тепловозах или на судах, а также на дизельных электростанциях применяются охладители наддувочного воздуха жидкостного типа. Охладители наддувочного воздуха охлаждаются водой низкотемпературного контура (НТ). Вода НТ контура, в свою очередь, охлаждается в воздушных радиаторах на тепловозах и ДЭС, а на судах — забортной водой.
Интеркулер системы вода-воздух применяется и в автоспорте, пример тому — Toyota Celica GT-Four (Alltrac). Также в автоспорте применяется орошение интеркулера водой при помощи специальных форсунок, и даже ёмкости со льдом для лучшего теплообмена при работе двигателя на экстремальном давлении наддува (например, в дрэг-рейсинге). Существуют схемы последовательного подключения интеркулеров систем вода-воздух и воздух-воздух. Система интеркулера вода-воздух имеет ряд преимуществ, такие как минимальная длина наддувочной магистрали, большой коэффициент теплообмена, энергоёмкость (жидкость в магистрали, которая ещё не успела забрать температуру у нагнетаемого воздуха, имеет температуру ниже), возможность поддержания стабильной температуры нагнетаемого воздуха (за счет компонентов которыми можно управлять электронно). Недостатками данной системы являются её стоимость и сложность в сравнении с интеркулером системы воздух-воздух. Такие известные тюнинг-ателье как Lotus использовали данную систему ввиду ряда её преимуществ.
Система имеет несколько способов реализации схемы подключения теплообменников, одна из которых является относительно герметичной и имеет собственный контур, вторая сообщается с системой охлаждения ДВС (что, скорее, является системой поддержания стабильной температуры наддувочного воздуха, чем системой его охлаждения, ориентированной на минимизацию температуры). На сегодняшний день такой системой охлаждения наддувочного воздуха с завода снабжены некоторые модели концерна VAG (Volkswagen Aktiengesellschaft).

## В авиации

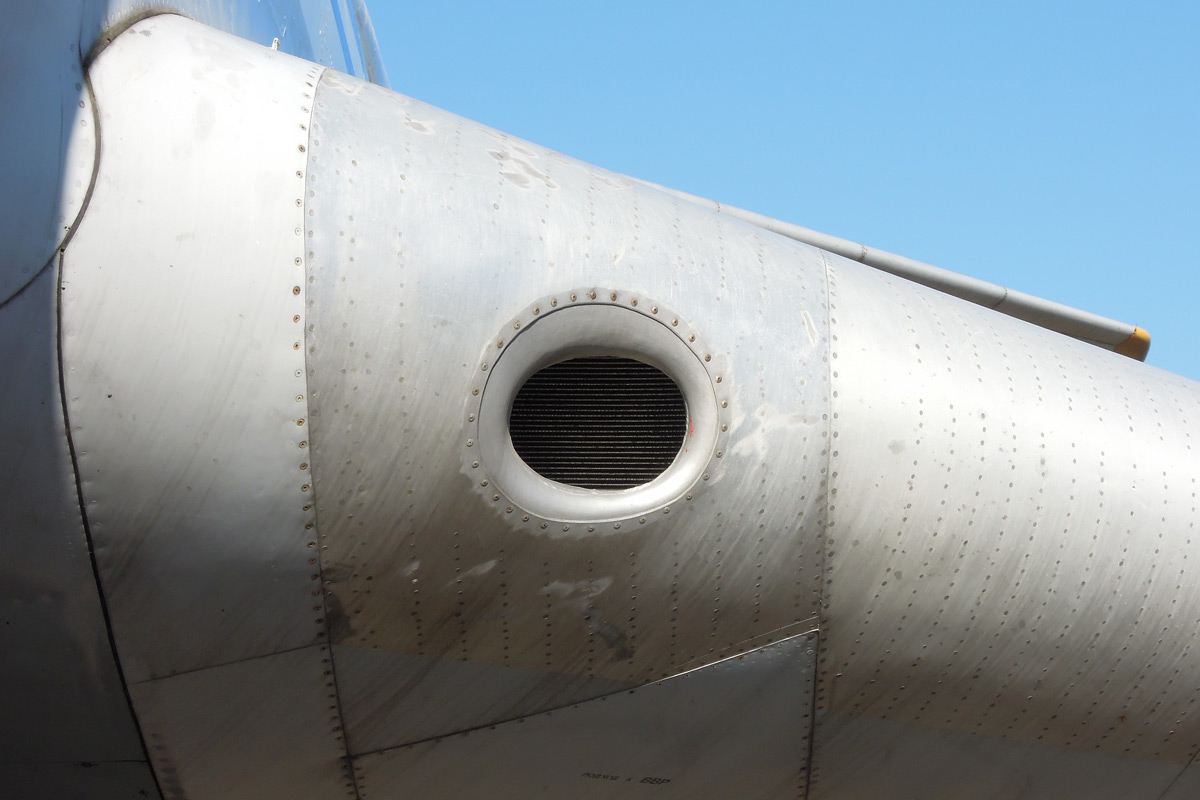
Воздухо-воздушный радиатор в крыле Ту-154

В авиации применяется воздухо-воздушный радиатор, который охлаждает воздух, подаваемый в систему кондиционирования, который отбирается от начальных ступеней компрессоров авиадвигателей, и имеет температуру более 200 °С.